# Ricky Wagner
Ricky Wagner (West Allis, 21 ottobre 1989) è un giocatore di football americano statunitense che gioca nel ruolo di offensive tackle per i Detroit Lions della National Football League (NFL). Fu scelto nel corso del quinto giro (168º assoluto) del Draft NFL 2013 dai Baltimore Ravens. Al college ha giocato a football all’Università del Wisconsin-Madison.

## Carriera professionistica

### Baltimore Ravens
Wagner fu scelto nel corso del quinto giro del Draft 2013 dai Baltimore Ravens. Debuttò come professionista nella settimana 1 contro i Denver Broncos. Nella sua stagione da rookie disputò tutte le 16 partite, di cui 2 come titolare.

### Detroit Lions
Il 10 marzo 2017, Wagner firmò con i Detroit Lions.

## Statistiche
| Partite totali      | 16 |
| Partite da titolare | 2  |

Statistiche aggiornate alla stagione 2013